# Торнквіст (округ)
Округ Торнквіст (ісп. Tornquist) — адміністративно-територіальна одиниця 2-ого рівня у провінції Буенос-Айрес в центральній Аргентині. Адміністративний центр округу — Торнквіст (ісп. Tornquist).
Населення округу становить 12723 особи (2010). Площа — 4184 кв. км.

## Історія
Округ заснований у 1905 році.

## Населення
У 2010 році населення становило 12723 особи. З них чоловіків — 6354, жінок — 6369.

## Політика
Округ належить до 6-ого виборчого сектору провінції Буенос-Айрес.